# Marco Barbone
Marco Barbone (Milano, 17 settembre 1958) è un ex terrorista e collaboratore di giustizia italiano, ex leader dell'organizzazione terroristica di estrema sinistra Brigata XXVIII marzo, assassino di Walter Tobagi e in seguito pentito.

## Biografia
Figlio di Donato Barbone, dirigente editoriale della casa editrice Sansoni, frequenta tra il 1971 e il 1976 il Liceo classico Giovanni Berchet di Milano dove è tra i fondatori del Collettivo Politico Berchet legato all'area dell'Autonomia Operaia. Nel 1974 partecipa ad un lancio di sassi, dalle finestre del liceo, verso la chiesa che si trova di fronte alla scuola, evento per il quale subisce la sua prima denuncia penale. Nel 1976 si iscrive alla facoltà di Lettere alla Statale di Milano e contemporaneamente inizia alcune saltuarie attività lavorative come fotografo free lance e collaboratore di piccole agenzie pubblicitarie.

### L'avvicinamento al terrorismo
Dopo il 1977 Barbone si avvicina ai gruppi eversivi fino alla fondazione della Brigata XXVIII marzo nel quale assume il nome di battaglia di Enrico. Il gruppo era formato da persone provenienti da varie esperienze nella lotta armata, in formazioni come le Brigate Comuniste, le Unità Comuniste Combattenti e le Formazioni comuniste combattenti.

### L'assassinio di Walter Tobagi
Il crimine più grave commesso dal gruppo fu l'uccisione del giornalista Walter Tobagi, assassinato a Milano il 28 maggio 1980 a seguito di un attentato pianificato come esecuzione. Barbone, quando Tobagi si accascia ferito per terra, gli infligge il "colpo di grazia".

### Il pentimento e l'adesione a CL
Nell'ottobre del 1980 Barbone fu arrestato e la sua collaborazione con le forze dell'ordine portò all'arresto dei membri del gruppo. Il processo ebbe luogo a Milano dal 1º marzo al 28 novembre 1983, per una serie di reati: oltre all'omicidio Tobagi vede il gruppo imputato di partecipazione a corteo non autorizzato, banda armata, esproprio proletario (cioè rapina), apologia di reato. Il procedimento vide una sostanziale chiusura alle richieste di approfondimento delle parti civili, sia sulle precise circostanze degli avvenimenti che sui motivi del pentimento di Barbone. Grazie all'applicazione della legge sui pentiti, che prevedeva forti sconti di pena per chi collaborasse alle indagini, su richiesta del pm Armando Spataro Barbone fu condannato a 8 anni e 6 mesi, ma contemporaneamente scarcerato, in quanto ammesso al beneficio della libertà condizionata.
Al di là della verità processuale, non fu mai definitivamente chiarito il ruolo avuto nell'omicidio dalla fidanzata di Barbone, Caterina Rosenzweig, ex allieva universitaria di Walter Tobagi e che fu processata ma assolta per insufficienza di prove, a differenza di altri componenti dell'organizzazione che ebbero ruoli marginali ma condanne attorno ai trent'anni di carcere. Ciò generò notevole risentimento nell'area della contestazione, presente al processo, perché fu interpretato come una contropartita eccessiva rispetto ad un pentimento interpretato come "di comodo".
Sulla vicenda di Marco Barbone si è soffermato il libro di Benedetta Tobagi, Come mi batte forte il tuo cuore. La figlia del giornalista assassinato conclude ricordando come Barbone, convertitosi al cattolicesimo dopo una modesta carcerazione ed entrato in Comunione e Liberazione, divenne per un certo periodo responsabile della comunicazione della Compagnia delle Opere. Ha collaborato in passato con il settimanale Tempi e con il quotidiano il Giornale.